# Heinrich von Ferstel
Heinrich Freiherr von Ferstel (né le 7 juillet 1828 à Vienne (Autriche), mort le 14 juillet 1883 idem) est un architecte autrichien, considéré comme représentatif de l'historicisme.

## Biographie
Son premier projet important est pour le concours de l'église votive (Votivkirche) de Vienne, son projet néogothique dans le style des cathédrales françaises est sélectionné en 1855 et lui apporte une célébrité immédiate.
Il a construit quelques autres bâtiments publics dans le centre-ville. Après des débuts dans un style historiciste roman (notamment le bâtiment de la bourse à Vienne, aujourd'hui palais Ferstel qui héberge le Café Central), il devient professeur au Polytechnikum. Le caractère fonctionnel notamment de ses bâtiments d'enseignement supérieur, dès l'époque de leur construction, a été critiqué par ses contemporains, il n'en demeure pas moins qu'il a été un architecte célèbre et célébré de son vivant.

## Constructions
- Église votive (Votivkirche) de Vienne, projet : 1855, construction : 1856-1879
- Bourse (aujourd'hui Palais Ferstel) à Vienne, 1860
- Palais Wertheim à Vienne, 1864-68
- Musée des arts appliqués à Vienne, 1871
- École des arts et de l'industrie à Vienne, 1877
- Siège de la compagnie de navigation Österreichischer Lloyd (aujourd'hui hôtel de la région Frioul-Vénétie Julienne) à Trieste, 1883
- Bâtiment principal de l'Université de Vienne, 1883

En outre, il a construit de nombreux palais et villas.

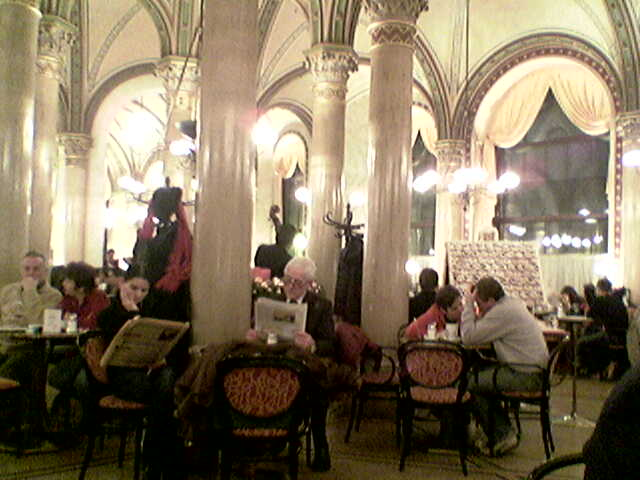
Café Central à Vienne
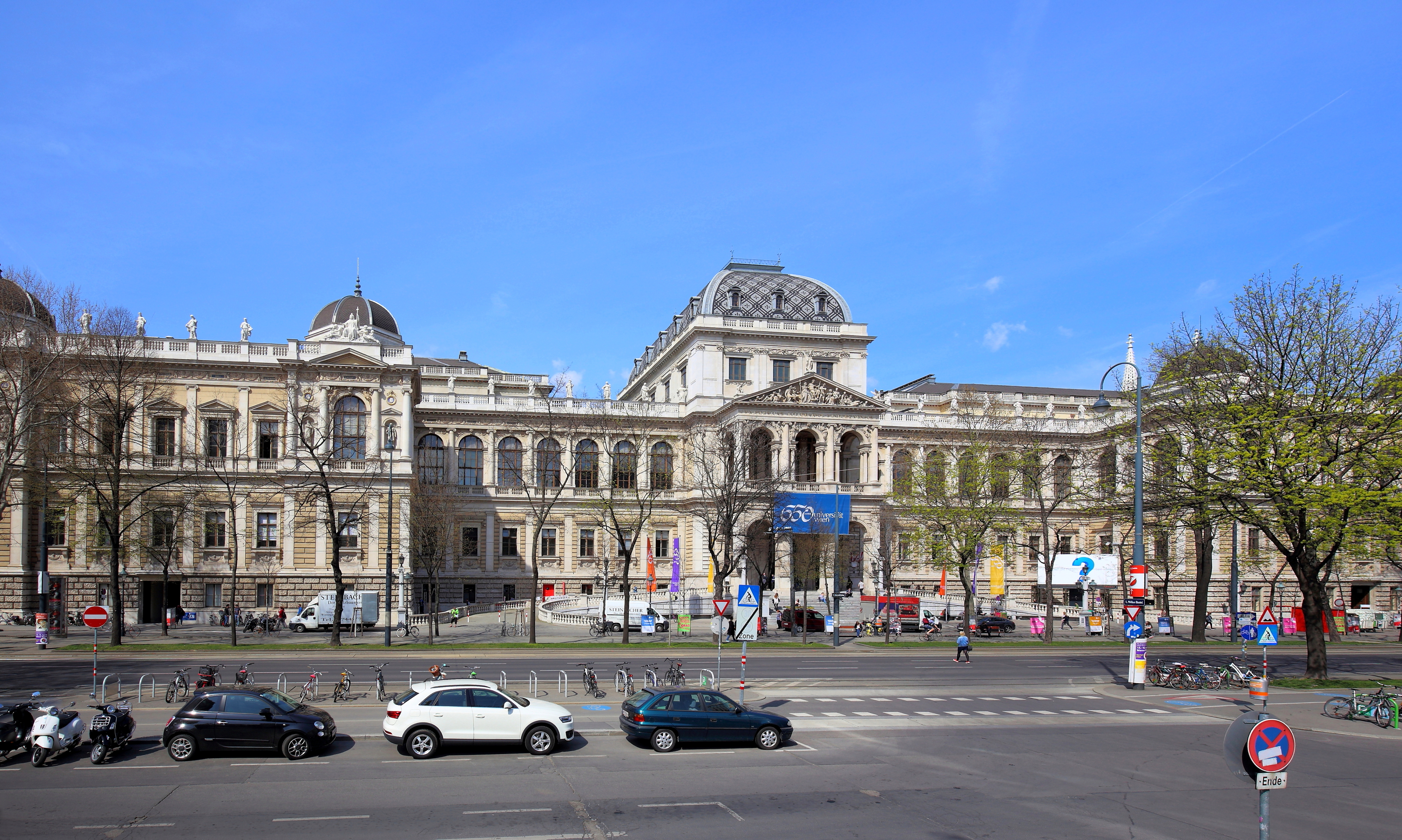
Université de Vienne
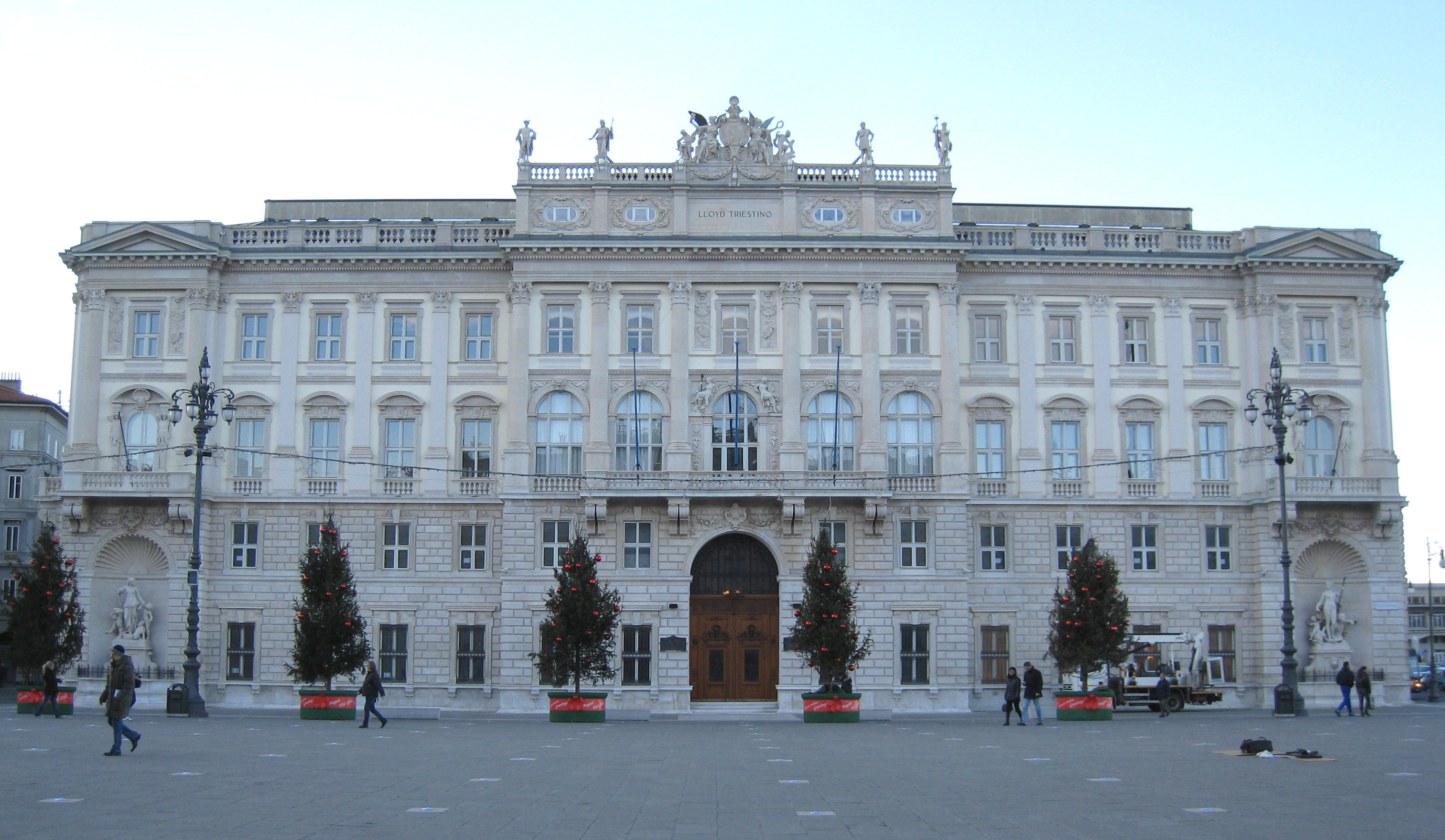
Palais Lloyd Triestino
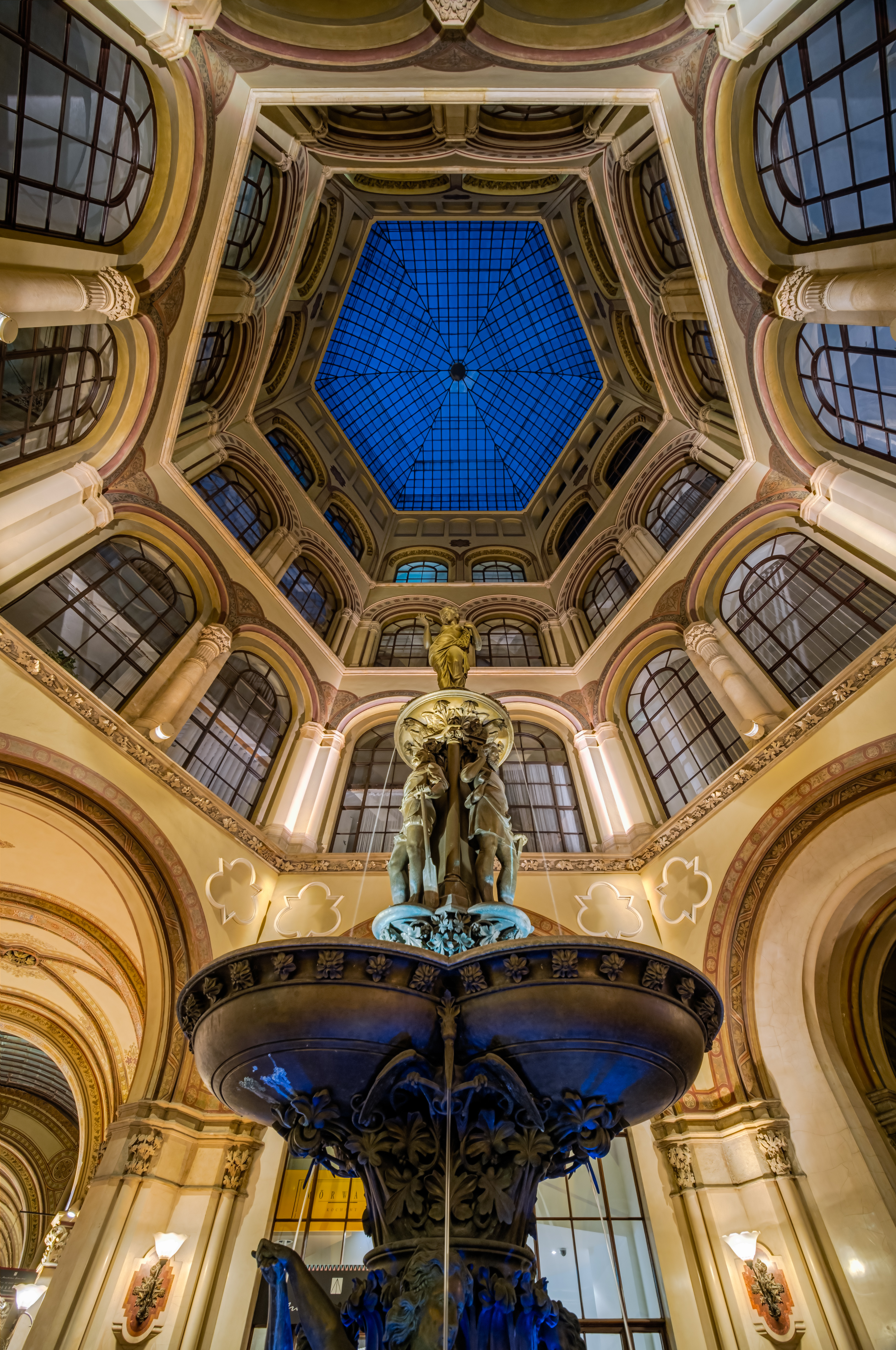
L'intérieur du palais Ferstel à Vienne. Juillet 2019.